# 大阪市立横堤中学校
大阪市立横堤中学校（おおさかしりつ よこづつみちゅうがっこう）は、大阪府大阪市鶴見区にある公立中学校。
1981年に大阪市立茨田中学校から分離開校した。地域の盆踊り体験、職場体験学習、月1回の校区の清掃活動など、地域と連携した取り組みを重点的におこなっている。近隣には大阪市立横堤小学校がある。
同中学校では、10月に合唱コンクールを行っている。

## 沿革
- 1981年4月1日 - 大阪市立茨田中学校から分離開校。
- 1981年6月22日 - 開校記念式典を実施。
- 1984年5月21日 - 部活動の分野について、大阪市教育委員会の研究指定校となる。
- 1986年11月20日 - 学校保健体育研究指導優良校として、文部省と日本学校保健連合会より表彰を受ける。
- 1987年11月3日 PTA美化活動により文部大臣表彰
- 1988年4月5日 格技室完工
- 1995年9月6日 PTA美化活動により市長表彰
- 2013年3月25日 校舎増築工事完工

## 通学区域
- 大阪市立横堤小学校の通学区域。
  - 大阪市鶴見区  横堤1-3丁目、鶴見1丁目（一部）

## 交通
- 地下鉄長堀鶴見緑地線 横堤駅 西へ約200m